# Bum Bum Tam Tam
"Bum Bum Tam Tam" é uma canção gravada pelo cantor brasileiro MC Fioti. Um videoclipe foi lançado em 8 de março de 2017. A música contem amostras do primeiro movimento de Partita em lá menor para flauta solo, de Johann Sebastian Bach. A música é a grande responsável por levar o funk brasileiro para o mundo.

## Vídeo musical
O videoclipe oficial foi lançado em 8 de março de 2017 no canal KondZilla. Custou R $ 30 mil (aproximadamente US $ 7.700). Segundo Fioti, "foi tudo de última hora e foi perfeito".
O videoclipe tem mais de 1,1 bilhão de visualizações e 8,2 milhões de curtidas até janeiro de 2019, tornando-se o 29º vídeo mais visto do YouTube. É também o vídeo musical brasileiro mais visto e o primeiro a atingir 1 bilhão de visualizações. Em 2021 a música foi tema de uma das perguntas realizadas no primeiro dia de provas do Enem 2021.

## Versão Vacina Butantan
Durante a pandemia de COVID-19, o Instituto Butantan se tornou um dos responsáveis pela produção da vacina contra a COVID-19 CoronaVac a ser distribuída no Brasil. Devido à semelhança na sonoridade entre "Bum Bum Tam Tam", a música teve repercussão na internet, especialmente após o anúncio da eficácia da CoronaVac. Em 23 de janeiro, MC Fioti lançou uma nova versão da música, chamada "Vacina Butantan", com letras modificadas para incentivar as pessoas a se vacinarem, que se tornou um "hino" informal da vacina. O videoclipe, publicado no YouTube, foi gravado dentro do Instituto Butantan, com participação de dezenas de funcionários do centro de pesquisa.

## Listagem de faixas
| Download digital |                   |         |  |
| N.º              | Título            | Duração |  |
| 1.               | "Bum Bum Tam Tam" | 2:50    |  |

## Desempenho nas tabelas musicais

### Posições
| Chart (2017)                | Maior posição |
| --------------------------- | ------------- |
| Espanha (PROMUSICAE)        | 87            |
| França (SNEP)               | 5             |
| Países Baixos (Single Tip)  | 1             |
| Suíça (Schweizer Hitparade) | 54            |

## Bum Bum Tam Tam (Remix)
"Bum Bum Tam Tam (Remix)" é uma canção gravada pelo cantor brasileiro MC Fioti, pelo cantor colombiano J Balvin, pelo rapper norte-americano Future, pela rapper britânica Stefflon Don e pelo cantor espanhol Juan Magán. Foi lançado em 15 de dezembro de 2017 pela Island Records e pela Universal Music. É um remix da música "Bum Bum Tam Tam" de MC Fioti. Mais remixes da música dos DJs Jonas Blue, Jax Jones e David Guetta foram lançados em janeiro, março e abril, respectivamente.

### Listagem de faixas
| Bum Bum Tam Tam (Remix) |                           |         |  |
| N.º                     | Título                    | Duração |  |
| 1.                      | "Bum Bum Tam Tam (Remix)" | 3:33    |  |

| Jonas Blue Remix |                                      |         |  |
| N.º              | Título                               | Duração |  |
| 1.               | "Bum Bum Tam Tam" (Jonas Blue Remix) | 3:06    |  |

| Jax Jones Remix |                                     |         |  |
| N.º             | Título                              | Duração |  |
| 1.              | "Bum Bum Tam Tam" (Jax Jones Remix) | 3:28    |  |

| David Guetta Remix |                                        |         |  |
| N.º                | Título                                 | Duração |  |
| 1.                 | "Bum Bum Tam Tam" (David Guetta Remix) | 4:09    |  |

## Desempenho nas tabelas musicais
| Chart (2017–18)                   | Maior posição |
| --------------------------------- | ------------- |
| Alemanha (Official German Charts) | 51            |
| Bélgica (Ultratop 50 de Flanders) | 17            |
| Bélgica (Ultratop 40 de Valônia)  | 2             |
| Brasil (Pro-Música)               | 48            |
| Colômbia (National-Report)        | 32            |
| Costa Rica (Monitor Latino)       | 12            |
| Equador (National-Report)         | 33            |
| Espanha (PROMUSICAE)              | 9             |
| França (SNEP)                     | 3             |
| Grécia (IFPI Greece)              | 78            |
| Honduras (Monitor Latino)         | 5             |
| Itália (FIMI)                     | 42            |
| Nicarágua (Monitor Latino)        | 10            |
| Suíça (Schweizer Hitparade)       | 51            |
| Venezuela (National-Report)       | 18            |

#### Paradas de fim de ano
| Chart (2018)                | Position |
| --------------------------- | -------- |
| Bélgica (Ultratop Flanders) | 64       |
| Itália (FIMI)               | 83       |

## Vendas e certificações
| Região | Certificação | Vendas/distribuição |
| --- | ------------ | ------------------- |
| Bélgica (BEA) | Ouro         | 15,000*             |
| Brasil (Pro-Música Brasil) | Ouro         | 60,000*             |
| Espanha (PROMUSICAE) | Platina      | 40,000^             |
| França (SNEP) | Diamante     | 233,333*            |
| Itália (FIMI) | Platina      | 50,000‡             |
| *vendas baseadas apenas na certificação ^distribuições baseadas apenas na certificação ‡dados de streaming baseados somente em certificação |              |                     |

## Histórico de lançamento
| Região         | Data                    | Formato                           | Versão             | Gravadora        | Ref.          |
| -------------- | ----------------------- | --------------------------------- | ------------------ | ---------------- | ------------- |
| Vários         | 15 de dezembro de 2017  | Download digital                  | Original           | Island Universal | [ 16 ] [ 17 ] |
| Itália         | 12 de fevereiro de 2017 | Rádios de sucessos contemporâneos | Original           | Universal        | [ 43 ]        |
| Vários         | 23 de fevereiro de 2017 | Download digital                  | Jonas Blue Remix   | Island Universal | [ 18 ]        |
| Vários         | 16 de março de 2017     | Download digital                  | Jax Jones Remix    | Island Universal | [ 19 ]        |
| Estados Unidos | 27 de março de 2017     | Rádios de sucessos rítmicos       | Original           | Aftercluv UMLE   | [ 44 ]        |
| Vários         | 27 de abril de 2017     | Download digital                  | David Guetta Remix | Island Universal | [ 20 ]        |
| Vários         | 23 de janeiro de 2021   | Download digital                  | Vacina Butantan    |                  | [ 10 ]        |